# Kochia
Kochia là chi thực vật có hoa trong họ Amaranthaceae.